# Lasionectria mantuana
Lasionectria mantuana är en svampart som först beskrevs av Pier Andrea Saccardo, och fick sitt nu gällande namn av Mordecai Cubitt Cooke 1884. Lasionectria mantuana ingår i släktet Lasionectria och familjen Bionectriaceae.   Inga underarter finns listade i Catalogue of Life.